# Amphisbaena nigricauda
Amphisbaena nigricauda là một loài bò sát trong họ Amphisbaenidae. Loài này được Gans mô tả khoa học đầu tiên năm 1966.